# HMS Spejaren (P162)
HMS Spejaren (P162) var en av svenska flottans patrullbåtar. Fartyget sjösattes i maj 1980, modifierades till Kaparen-klass i början på 1990-talet
och tillhörde då 46. patrullbåtsdivisionen, senare 36. patrullbåtsdivisionen i Karlskrona, som lades ner 1 september 2005. Det avrustade fartyget såldes av FMV till The RCI Group Ltd i juni 2008. 1983 tillhörde Spejaren 13. patrullbåtsdivisionen vid Gålö.